# Centro Hellenic

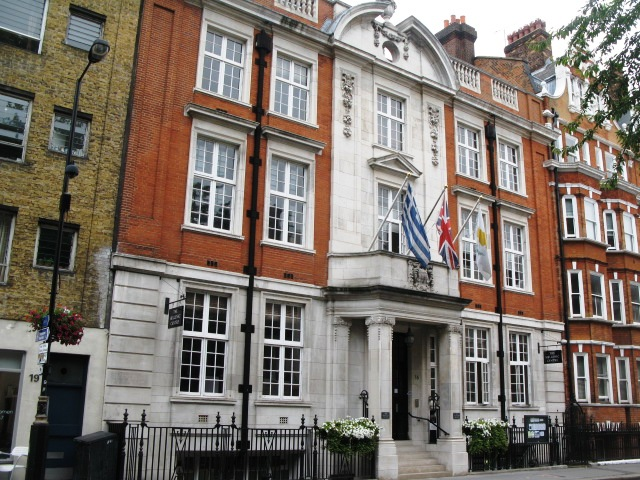
Hellenic Centre.

O Centro Hellenic (em inglês:  Hellenic Centre) é um prédio localizado na Paddington Street, Londres. O centro é administrado pela Hellenic Community Trust, uma companhia limitada por garantia e instituição de caridade.